# La seria
La seria és una sèrie de televisió occitana estrenada el 2023 i creada per Amic Bedel i Julien Campredon. Consta de cinc episodis d'uns quaranta minuts. Es tracta de la primera producció pròpia de France 3 Occitanie, que va incorporar-la a la plataforma en línia el 7 d'abril de 2023. Enregistrada originalment en occità, francès i català, també s'ha subtitulat al català.

## Sinopsi
La sèrie explora el procés de produir una sèrie en occità. El protagonista, en Thomas Lebouly (Damien Valero), que està aprenent aquesta llengua, vol reanimar-la mitjançant una sèrie de televisió. Com que no pot fer-ho sol, busca l'ajuda del seu amic Matthieu Verlhaguet (Marius Blénet), que és filmògraf i prové d'una família occitanoparlant, però que la considera una llengua menor i l'ha rebutjada. Els dos amics s'embarquen en una road movie còmica per Occitània i Catalunya, on fan una comparació entre la vitalitat de l'occità i del català.